# 北田正典
北田 正典（きただ まさのり、大正6年（1917年）1月10日 - 平成22年（2010年）8月28日 ）は、日本の実業家。石油通信社社長。外交官北田正元は叔父。

## 来歴・人物
代言人北田正董の子・正寅の長男。
昭和16年（1941年）早稲田大学法科、昭和26年（1951年）明治大学政治科各卒業。昭和34年（1959年）米国に於ける世界石油会議に出席。米英独仏伊、スイス、ギリシャ、エジプト、レバノン、クウェート、印度、パキスタン、タイ等欧米中東の石油事情を視察す。
宗教は神道。
東京都港区在籍。

## 受賞
- 平成16年 - 日本専門新聞協会協会功労章[2]

## 家族・親族

### 北田家
（東京都港区、大田区）
- 父・正寅[1]
- 弟・正武[1]
- 妹・朝子（夫は高橋義治[1]）

### 親戚
- 高橋治之（妹 朝子の子、実業家、元電通顧問）
- 高橋治則（同上、実業家、元イ・アイ・イ社長）
- 岩澤靖（治則の義父、実業家、元北海道テレビ放送社長）
- 北田正平（父 正寅の兄弟、政治家）
- 北田正元（同上、外交官）
- 大橋武夫（父 正寅の妹 酉の子、政治家、元労働大臣、運輸大臣）
- 濱口雄幸（北田正元と大橋武夫の義父、政治家、元総理大臣）
- 濱口雄彦（銀行家）
- 濱口巌根（銀行家）